# Anastasija Suslova
Anastasija Suslova (russisk: Анастасия Сергеевна Суслова tr. Anastasija Sergejevna Suslova ; født 11. oktober 1996) er en Russisk håndboldspiller, som spiller i ŽRK Budućnost Podgorica.